# Taulov
Taulov es un pueblo danés perteneciente al municipio de Fredericia, en la región de Dinamarca Meridional.
En 2022 tenía una población de 3402 habitantes, lo que lo convierte en la segunda localidad más importante del municipio tras la capital municipal Fredericia.
Se sitúa a medio camino entre Fredericia y Kolding.